# 生物学
生物學（希臘語：βιολογία）或稱生物科學（biological sciences）、生命科學（英語：life sciences），是自然科學的一大門類，由經驗主義出發，廣泛研究生命的所有方面，包括生命起源、演化、分佈、構造、發育、功能、行为、與環境的互動關系，以及生物分類學等。現代生物學是一個龐大而兼收並蓄的領域，由許多分支和分支學科組成。然而，儘管生物學的範圍很廣，在它裡面有某些一般和統一概念支配一切的學習和研究，把它整合成單一的、連貫的領域。在總體上，生物以細胞作為生命的基本單位，基因作為遺傳的基本單元，和進化是推動新物種的合成和創建的引擎。今天人們還了解，所有生物體的生存以消耗和轉換能量，調節體內環境以維持穩定的和重要的生命條件。生物學分支學科被研究生物體的規模所定義，和研究它們使用的方法所定義：生物化學考察生命的基本化學；分子生物學研究生物分子之間錯綜複雜的關系；植物學研究植物的生物學；細胞生物學檢查所有生命的基本組成單位，細胞；生理學檢查組織，器官，和生物體的器官系統的物理和化學的功能；進化生物學考察了生命的多樣性的產生過程；和生態學考察生物在其環境如何相互作用。最終能夠達到治療診斷遺傳病、提高農作物產量、改善人類生活、保護環境等目的。

## 歷史
生物學之英语单词(德语、法语「Biologie」)源於希臘文，意為生命，以及字尾，-logia，意為學問，合併為“研究生命的學問”。1802年，法国博物學家拉马克最早提出这個名词。

## 现代生物學基礎
现代生物學的五大基础，也是主要的研究方向：

### 细胞學说

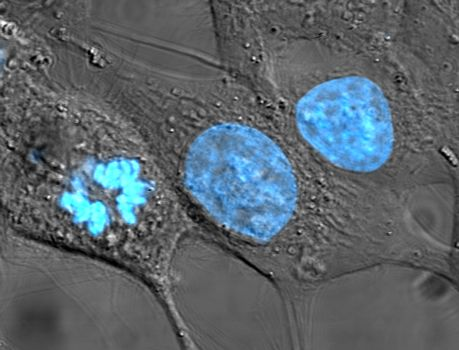
人类癌细胞的细胞核被染成蓝色（特别是DNA）。中央和右边的细胞处于间期，所以整个细胞核都被标记。在左边的细胞正在经历有丝分裂，且其DNA已凝聚

细胞學说認為細胞是生物的基本單位，而且所有生物都是由一至多個細胞以及細胞分泌的物質組成（例如外骨骼）。所有細胞都是由其他細胞藉由细胞分裂的方式產生。多細胞生物一開始是從一個受精卵的單一細胞開始，再漸漸分裂為各個細胞，而細胞也是許多病理过程的基本單位.。此外，細胞之間能量轉移的現象稱為代謝，而細胞包含的遺傳資訊（DNA），在細胞分裂時也會傳遞給其他的細胞。

### 演化
现代生物學認為生命是從演化而來，所有已知的生物都有一共同起源。演化論假設所有地球上活著及已絕種的生物都是來自一共同起源或一基因庫。所有生物最晚的共同起源約出現在約35億年前。
目前已有壓倒性的證據支持演化的真實性，學界普遍認為演化是事實，而不僅僅是理論或假說，對於演化論的真確性，存在有強烈的科學共識，演化以外任何關於物種起源或人類起源的學說，目前都不獲支持。絕大多數的科學社群和學術團體，都認為演化論是唯一能完全滿足在生物學、古生物學、分子生物學、遺傳學、人類學及其他各領域中所觀察到的現象的理論。一項在1991年所作的蓋洛普民調顯示，只有大約5%的科學家（包括生物學領域以外的其他科學家）認為自己是創造論者。截至目前為止，沒有任何反對演化論且經過科學方面同行審查的論文，名列科學與醫學期刊搜尋引擎PubMed當中。

### 遺傳學

旁氏表描绘2豌豆植物的紫色花（B）和白色花（b）之间的杂合交叉

基因是生物體遺傳的基本單位，基因對應一特定區域的DNA，以特定方式影響生物的某一部位或某一機能。從細菌到動物的所有生物體都有同様複製DNA，並依此產生蛋白質的能力。細胞將DNA的基因轉錄為對應的核糖核酸（RNA），然後核糖體將RNA轉譯為一串由胺基酸組成的蛋白質。由RNA轉換為胺基酸的遺傳密码在大部份生物中是相同的，但有些生物仍有少許差異。例如若將人類對應胰島素的DNA放在植物中，也可以產生胰島素。

### 體内平衡

許多內分泌系統中的荷爾蒙都是由負反饋系統所控制，例如腎上腺分泌的糖皮質激素就是如此。下視丘分泌促肾上腺皮质素释放素(CRH)，CRH會使腦下垂體分泌促腎上腺皮質素(ACTH)，而ACTH會使腎上腺分泌糖皮質激素，如皮質醇。糖皮質激素不但會使身體有對應的反應外，也會使下視丘和腦下垂體的分泌減少，因此只要糖皮質激素已經到達一定的量，就不會再繼續分泌。

體内平衡(homeostatic)：平衡是一個開放系統可以藉由許多彼此相關機制的動態平衡調整，使得其內在情形維持在穩定的狀態。所有的生物，不論是單細胞或是多細胞生物，都有體内平衡的機制。
一系統若要維持動態平衡，並且有效的進行調整，需要有能力偵測擾動，並且針對擾動進行回應。生物系統在偵測到擾動後，一般會利用負回授的方式回應。也就是藉由調整系統的條件，設法降低擾動的影響。就像若動物體內血糖濃度過低時，會釋放胰高血糖素增加血糖一様。

### 能量
一个活的生物體的生存依赖于能量的连续输入。生物體是靠化學反應來從食物中提取能量，才能維持身體機能，並建立新的細胞。在上述反應中，組成食物化學物质的分子扮演两个重要角色。第一，這些分子中有些可以藉由生物體內的化學反應產生能量。第二，有些則可以組成生物分子中的新的分子结构。
负责引进能量到生态系统的生物被称为生产者或自养生物。几乎所有的这些生物體最初都从太阳吸取能量。

## 研究概況
生物學家從很多面向研究生物，因此產生很多研究領域。例如：
- 面向原子和分子：分子生物學、生物化學、結構生物學。
- 面向细胞：细胞生物學、微生物學、病毒學。
- 面向多细胞：生理學、发育生物學、组织學。
- 面向宏观：生态學、演化生物學。

生物學本身不斷的快速發展，與其他學科的關聯整合也越來越多。一大原因是分子生物學在近代突飛猛進，終於導致人類基因序列定序基本完成。由此，為了解讀巨大数量的基因資訊，促成了基因组學。為了探究基因和蛋白質的交互作用，開創出蛋白質组學。這些新的研究領域幫助解決疾病、糧食、環境生態等問題。其眾多的研究資訊和积累海量研究数据則需要新的電腦演算法來處理。

### 结构
分子生物學是在分子水平的生物學研究。该领域与生物學的其他领域重叠，特别是遺傳學和生物化學。分子生物學主要关注的是理解一个细胞内的各种系统的相互之间的相互作用，包括DNA，RNA和蛋白质的合成和學习这些相互作用如何被调节。
细胞生物學研究细胞的结构和生理學特性，包括它们的行为，相互作用和环境。
解剖學考虑的是宏观结构的形式，例如器官和器官系统。
遺傳學是研究基因、遺傳和生物體的变异的科學。

### 分類與命名
- 分類：生物學對物種的分類，由上而下有 8 個層級。任一物種同時在這 8 個層級有其位置和名稱。

它們是域（regio）、界（regnum）、門（divisio 或 phylum）、綱（classis）、目（ordo）、科（familia）、屬（genus）、種（species）。
- 命名：所有的物種都有其獨特的一個學名，全球認可共通（除了學術上的分類爭議以外），不因地區或國家而不同。

雙名法是學名的命名方法，英文為 Binomial Nomenclature。它給每個物種訂立兩個文字，前字是該物種的屬（genus）名，後字是它的種小名 (種加詞)，兩者合為種名。除了前字須首字母大寫，其餘字母都要小寫。一般使用拉丁文，或以其他語言詞作語源，再加上拉丁化後綴。例如中國近來發現的恐龍，有些學名是用中文拼音做語源的。
有些物種因為環境隔絕或發生突變，必須再往下細分出亞種（subspecies）。為了方便區別，科學界給亞種設計一套 三名法，英文為 Trinomial Nomenclature。

### 生态和环境
生态學研究生物与其环境之间的相互关系的科學。环境包括生物环境和非生物环境，生物环境是指生物物种之间和物种内部各个體之间的关系，非生物环境包括自然环境：土壤、岩石、水、空气、温度、湿度等。

### 研究方法
生物學家对于生命现象的研究通常采用观察和实验的方法，通常这两种方法是一起使用的。
- 观察是按生物的物理性状来描述生物的状况。通常是先对其外形及行为进行观察和描述，再把生物體解剖借助光學仪器对其内部结构进行观察。观察是多种多样的，有个體的观察也有群體的观察；有静态的观察也有动态的观察；有相同种类的观察也有不同种类的对比观察。
- 实验是人为地改变一些条件来观测生物的变化和反应，以探究生命内在的因果关系，是认识生命活动的方法。

实验方法是人为地干预、控制所研究的对象，并通过这种干预和控制所造成的效应来研究对象的某种属性。17世纪前后生物學中出现了最早的一批生物學实验，如英国生理學家威廉·哈维关于血液循环的实验，扬·巴普蒂斯塔·范·海尔蒙特关于柳树生长的实验等。到了19世纪，物理學、化學比较成熟了，生物學实验就有了坚实的基础，因而首先是生理學，然后是细菌學和生物化學相继成为明确的实验性的學科。19世纪80年代，实验方法进一步被应用到了胚胎學，细胞學和遺傳學等學科。
- 系统的方法：系统科學源自对还原论、机械论反省提出的有机體、综合哲學，从克洛德·贝尔纳与沃尔特·布拉福德·坎农（英语：Walter Bradford Cannon）揭示生物的稳态现象、诺伯特·维纳与威廉·罗斯·艾什比的控制论到卡尔·路德维希·冯·贝塔郎非的一般系统论，最早建立的是系统心理學，系统生态學、系统生理學等先后建立与发展，20世纪70-80年代系统论与生物學、系统生物學等概念发表。从克劳德·香农的信息论到伊利亚·普里高津的耗散结构理论，将生命看作自组织化系统。细胞生物學、生化与分子生物學发展，曼弗雷德·艾根提出细胞、分子水平探讨的超循环(化學)（英语：Hypercycle (chemistry)）理论。

## 尚未解决的生物學基本问题
尽管我们近几十年来对于生命的基本过程的认识取得了的深刻进步，一些基本的问题仍然没有得到解决。例如，在生物學的主要未解决的问题之一是性别的主要自适应功能，和特别是在真核生物中它的关键过程，减数分裂和同源重组。一种观点认为，性别主要是发展成为一个适应增加遺傳多样性（请参阅参考资料如）。另一种观点认为，性别是一种适应于生殖细胞系DNA促进准确的DNA修复，并且增加遺傳多样性主要是可能是从长远来看是有用的一个副产品。（参见有性生殖的演化）。
在生物學另一个基本未解决的问题是老化的生物學基础。目前，没有任何衰老的根本原因共识。各种竞争的理论列在老化#老化理論。

## 生物學主要分支
這些是生物學的主要分支：
- 動物學領域：動物生理學、解剖學、胚胎學、神經生物學、發育生物學、昆蟲學、動物行為學、組織學。
- 植物學領域：簡單的學門分類可概分為[42]：
  - 應用植物學：農學（或農藝學）、園藝學、花卉學、植物育種學、林學、植物病理學等等。

這些是生物學的主要分支
- - 純科學（之植物學）：植物分類學、植物生理學、植物形態學、植物解剖學、植物地理學、遺傳學、生態學、藻類學等等。
- 微生物、醫學和免疫學領域：微生物學、免疫學、血液學、細菌學、病毒學、感染性疾病、毒理學、放射生物學、癌生物學。
- 生物化學領域：生物化學、蛋白質力學、醣類生化學、脂質生化學、代謝生化學。
- 演化和生態學領域：古生物學、演化論、演化生物學、社會生物學、分類學、系統分類學、生態學、生物分布學 。
- 現代生物技術學領域：生物技術學、基因工程、酵素工程學、生物工程、代謝工程學、基因體學、合成生物學。
- 細胞和分子生物學領域：细胞學、分子生物學、遺傳學、表觀遺傳學、神經生物學。
- 生物和物理學領域：生物物理學、結構生物學、生醫光電學、醫學工程。
- 生物和領域：生物數學、生物資訊學、系統生物學。
- 環境和生物學領域：大氣生物學、生物地理學、海洋生物學、淡水生物學、地球生物學。

### 引用
1. ↑  . Texas State University at San Marcos. （原始内容存档于2004-06-08）.
2. ↑  周永紅、丁春邦 (编).  第1版. 科學出版社. 2007: 1-6. ISBN 978-7-040-22084-1.
3. ↑  裘娟萍、錢海豐.  第2版. 高等教育出版社. 2008: 3-10. ISBN 978-7-030-22316-6.
4. ↑  . Community.weber.edu.   [2013-10-02]. （原始内容存档于2013-07-27）.
5. ↑  . Info.com.   [2012-06-03]. （原始内容存档于2013-05-09）.
6. ↑  . Online Etymology Dictionary.   [2013-12-30]. （原始内容存档于2013-03-07）.
7. ↑  Avila, Vernon L. . Boston: Jones and Bartlett. 1995: 11—18. ISBN 0-86720-942-9.
8. ↑  Mazzarello, P. . Nature Cell Biology. 1999, 1 (1): E13–E15. PMID 10559875. doi:10.1038/8964.
9. ↑  De Duve, Christian. . New York: Oxford University Press. 2002: 44. ISBN 0-19-515605-6.
10. ↑  Myers, PZ. . Pharyngula (scienceblogs.com). 2006-06-18  [2006-11-18]. （原始内容存档于2006-06-22）.
11. ↑  The National Science Teachers Association's position statement on the teaching of evolution.
12. ↑  IAP Statement on the Teaching of Evolution （页面存档备份，存于） Joint statement issued by the national science academies of 67 countries, including the United Kingdom's Royal Society (PDF file)
13. ↑  From the American Association for the Advancement of Science, the world's largest general scientific society: 2006 Statement on the Teaching of Evolution (PDF file), AAAS Denounces Anti-Evolution Laws
14. ↑  .   [2018-10-13]. （原始内容存档于2018-09-10）.
15. ↑  .   [2018-10-13]. （原始内容存档于2019-11-05）.
16. ↑  .   [2018-10-13]. （原始内容存档于2016-05-05）.
17. ↑  Attie AD, Sober E, Numbers RL, Amasino RM, Cox B, Berceau T,  et al. . J Clin Invest. 2006, 116 (5): 1134–8. PMC 1451210 . PMID 16670753. doi:10.1172/JCI28449.
18. ↑  From SemBiosys, A New Kind Of Insulin （页面存档备份，存于） INSIDE WALL STREET By Gene G. Marcial(AUGUST 13, 2007)
19. ↑  Raven, PH; Johnson, GB. Biology, Fifth Edition, Boston: Hill Companies, Inc. 1999. page 1058.
20. ↑  Kelvin Rodolfo, Explanation of Homeostasis on scientificamerican.com （页面存档备份，存于）. Retrieved Oct. 16, 2009
21. ↑  胡睿、张洁、谢云. . 中华老年医學杂志. 2013, 32 (5): 500–503. doi:10.3760/cma.j.issn.0254-9026.2013.05.011.
22. ↑  Bryant, D.A. and Frigaard, N.-U. . Trends Microbiol. 2006, 14 (11): 488–96. PMID 16997562. doi:10.1016/j.tim.2006.09.001.
23. ↑  Maillard, PY. . Praxis. 2014, 103 (10): 551–553. doi:10.1024/1661-8157/a001654.
24. ↑  孙琪、张辉、马语曼、张鑫,唐子人、王雯. . 中华老年心脑血管病杂志. 2014, 9 (12): 989–991. doi:10.3969/j.issn.1009-0126.2014.09.029.
25. ↑  Knippers, Rolf. . Berlin: Spektrum Akademischer Verlag. 2012: 233-241. ISBN 978-3-827-42913-1.
26. ↑  . biology-online.org.   [2013-10-02]. （原始内容存档于2019-06-13）.
27. ↑  陈德富 (编者)、 陈喜文 (编者).  第1版. 科學出版社. 2006: 10-14. ISBN 978-7-030-16433-9.
28. ↑  赵武玲 (编者).  第1版. 中国农业大學出版社. 2010: 4-12. ISBN 978-7-565-50030-5.
29. ↑  Gray, Henry (1918) "Anatomy of the Human Body". （页面存档备份，存于） 20th edition.
30. ↑  Anthony J. F. Griffiths ... . Griffiths, Anthony J. F.; Miller, Jeffrey H.; Suzuki, David T.; Lewontin, Richard C.; Gelbart, William M.  (编).  7th. New York: W. H. Freeman. 2000. ISBN 0-7167-3520-2.
31. ↑  Hartl D, Jones E.  6th. Jones & Bartlett. 2005. ISBN 0-7637-1511-5.
32. ↑  Vienna Code, 2006. （页面存档备份，存于），Article 3，此處補注階層的拉丁名，括弧內前者為拉丁文，後為英文，相同者不另列出：界 (regnum, kingdom), 門(divisio or phylum, division or phylum), 綱 (classis, class), 目 (ordo, order), 科 (familia, family), 屬 (genus), 種 (species)。參閱國際植物命名法規。
33. ↑  Müller, Ole. . Stark Verlagsgesellschaft. 2014: 34-38. ISBN 978-3-894-49429-2.
34. ↑  Martin, Konrad; Allgaier, Christoph.  2. Auflage. Springer. 2011: 2-7. ISBN 978-3-642-20627-6.
35. ↑  S. P. Otto, A. C. Gerstein. . Biochemical Society Transactions. 2006-8, 34 (Pt 4): 519–522  [2019-02-12]. ISSN 0300-5127. PMID 16856849. doi:10.1042/BST0340519. （原始内容存档于2020-04-27）.
36. ↑  Aneil F. Agrawal. . Current biology: CB. 2006-09-05, 16 (17): R696–704  [2019-02-13]. ISSN 0960-9822. PMID 16950096. doi:10.1016/j.cub.2006.07.063. （原始内容存档于2019-01-22）.
37. ↑  Bernstein, Harris; Bernstein, Carol and Michod, Richard E.  (2011). "Meiosis as an Evolutionary Adaptation for DNA Repair" （页面存档备份，存于）. Chapter 19 in DNA Repair. Inna Kruman editor. InTech Open Publisher. doi:10.5772/25117
38. ↑  Hörandl, Elvira  (2013). Meiosis and the Paradox of Sex in Nature （页面存档备份，存于）, Meiosis, Dr. Carol Bernstein (Ed.), ISBN 978-953-51-1197-9, InTech, doi:10.5772/56542.
39. ↑  Bengston, Vem L. (Ed.); Gans, Daphna;  Putney, Norella; Silverstein, Merril.  2nd Edition. Springer Publishing Company. 2008: 25-33. ISBN 978-0-826-16251-9.
40. ↑  . Biology-online.org.   [2013-10-02]. （原始内容存档于2013-07-27）.
41. ↑  . Bellaonline.com.   [2013-10-02]. （原始内容存档于2013-10-05）.
42. ↑  [Bold, H. C. et al. 1987.]，p. 2. 此處或有與其他學門重複，且Bold強調，這些學門很難完全地分開，研究者屬於純科學或應用科學，可能會因時間不同而有不同程度的轉變。
43. ↑  . biologyonline.com.   [2013-10-02]. （原始内容存档于2018-09-17）.

### 來源
書籍
- 林标扬. 2012. 《系统生物學》, 第1版. 浙江大學出版社. 368页. ISBN 978-7-308-09658-4
- Will, Horst. 2014. Molekularbiologie kurz und bündig. Berlin: Springer Spektrum. 228 Seiten. ISBN 978-3-642-55109-3
- McNeill, J. et al. 2006. International Code of Botanical Nomenclature (Vienna Code). Regnum Vegetabile 146. A.R.G. Gantner Verlag KG. ISBN 0080-0694
- Bold, H. C. et al. 1987. Morphology of plants and fungi, 5th ed. NY: HarperCollins Publisher. 912 pp. ISBN 978-0-06-040839-8

## 延伸閱讀
- 吴相钰 (编者)、 陈守良 (编者)、 葛明德 (编者). 2014. 十二五"普通高等教育本科国家级规划教材:陈阅增普通生物學, 第4版. 高等教育出版社. 538页. ISBN 978-7-04-039631-7
- Boujard, Daniel et al. 2012. Biologie cellulaire et moléculaire. Paris: Wiley, 512 pp. ISBN 978-2-10-056425-5
- Lynn Margulis: Five Kingdoms: An Illustrated Guide to the Phyla of Life on Earth, 3rd ed., St. Martin's Press, 1997, paperback, ISBN 978-0-8050-7252-5 (There are numerous other editions)
- Neil Campbell, Biology: Concepts & Connections (4th edition), Benjamin-Cummings Publishing Company, 2002, hardcover, 781 pages, ISBN 978-0-8053-6627-3 A college-level textbook.

## 外部連結
- 莊榮輝 (臺灣大學生化科技學系)：生物化學基礎 （页面存档备份，存于）。
- 生物學的历史。
- Dr. Martina Henn-Sax 的分子生物學课 （页面存档备份，存于）（德文）：中心法則。
- 合成生物學 (La biologie synthétique)（法文）：合成生物學的说明。
- Kimball 的生物學頁面（英文）：一個在線的生物教科書。
- http://tolweb.org/tree/phylogeny.html （页面存档备份，存于）
- 生物杂志（The Journal of Biology） （页面存档备份，存于）（英文）：一個免费的小型研究杂志。
- https://bootinfos12.com.ng/%5B%5D NCBI 書架 （页面存档备份，存于）（英文）：可以查詢許多生物學書籍。
- DIAM[永久]（日語）：一个微生物信息的网站。